# Hyman G. Rickover
Hyman George Rickover, född den 27 januari 1900 i Maków Mazowiecki, Polen, död den 8 juli 1986 i Arlington, Virginia, USA, var en amerikansk fyrstjärnig amiral i USA:s flotta. 
Rickover ledde utvecklingsarbetet med tryckvattenreaktorer för kärnkraftsdrivna örlogsfartyg och har kommit att kallas för "Atomflottans fader" (Father of the Nuclear Navy). 
Tack vare sitt höga anseende och goda kontakter i kongressen lyckades han uppskjuta obligatorisk pensionering och var han i aktiv tjänst i hela 63 år, den längsta tjänstgöringstiden någonsin i USA:s flotta.